# Джемелло, Лука
Лука Джемелло (итал. Luca Gemello; родился 3 июля 2000 года, Савильяно, Италия) — итальянский футболист, вратарь клуба «Перуджа».

## Клубная карьера
Началом профессиональной футбольной карьеры для Джемелло стало присоединение к клубу «Торино» в 2016 году. Первым крупным достижением стала победа в Суперкубке Примаверы над «Интером» в 2018 году. Он получал несколько вызовов в основную команду, однако оставался на скамейке запасных.
2 сентября 2019 года Джемелло был отдан в аренду в «Ферману» из Серии C. Дебютировав в победной игре с «Пьяченцой» Лука провел 11 игр за время пребывания в команде.
В конце августа 2020 года футболист снова отправился в аренду, в команду «Ренате». Джемелло стал основным вратарем команды. По итогам сезона его команды сыграла в плей-офф на повышение в лиге, однако успеха не достигла.
После возвращения в «Торино» летом 2021 года Джемелло стал третьим вратарем команды, уступив Мелинкович-Савичу и Этриту Бершиа. В декабре Лука продлил контракт с клубом до 2023 года, с возможностью продления ещё на сезон.
10 января 2022 года Лука Джемелло сыграл первую игру в основном составе команды против «Фиорентины», где Торино одержал победу со счетом 4:0.
3 августа 2024 года Джемелло подписал трехлетний контракт с клубом «Перуджа» из Серии C.

## Карьера в сборной
Впервые в составе сборной Италии (до 17) Джемелло появился 23 февраля 2017 года в товарищеской игре с Австрией, закончившейся поражением со счетом 1:0. 14 марта того же года Джемелло сыграл в матче квалификации Чемпионата Европы 2017, где Италия обыграла сборную Беларуси 3:0. Во время проведения финального этапа Чемпионата Европы (до 17) Лука был заявлен в качестве запасного вратаря на игру со сборной Турции, в результате которого его сборная выбыла из турнира.